# Caucasiozetes fimbriatus
Caucasiozetes fimbriatus är en kvalsterart som först beskrevs av Sandór Mahunka 1988.  Caucasiozetes fimbriatus ingår i släktet Caucasiozetes och familjen Microzetidae. Inga underarter finns listade i Catalogue of Life.